# Bobby Murphy (Unternehmer)

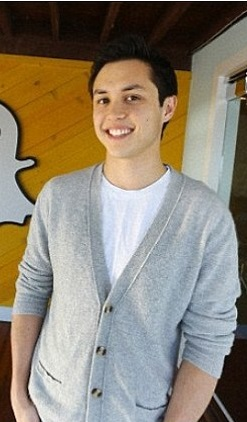
Bobby Murphy

Robert „Bobby“ Murphy (* 1. April 1989 in Berkeley, Kalifornien) ist ein US-amerikanischer Unternehmer und Co-Gründer von Snap, dem Hersteller des Social Media Dienstes Snapchat.

## Privatleben
Bobby Murphy ist der Sohn zweier Staatsangestellter, seine Mutter emigrierte von den Philippinen. Er wuchs in Berkeley, Kalifornien auf und studierte Mathematik und Wissenschaftliches Rechnen an der Stanford University, wo er auch den späteren Mitbegründer von Snapchat, Evan Spiegel kennen lernte. Beide sind Mitglieder der Fraternity Kappa Sigma. Zusammen entwickelten die beiden 2010 Future Freshman, eine Software zur Verwaltung von Universitätsbewerbungen. Das Projekt brachte keinen wirtschaftlichen Erfolg; nach eigenen Aussagen hatten Murphy und Spiegel fünf Kunden.
2011 gründeten die beiden Snapchat.
Bobby Murphy lebt heute in Venice bei Los Angeles.

## Vermögen
Gemäß der Forbes-Liste 2015 beträgt das Vermögen von Bobby Murphy ca. 1,5 Milliarden US-Dollar. Damit belegt er Platz 1.250 auf der Forbes-Liste der reichsten Menschen der Welt.